# Hurworth Place
Hurworth Place – wieś w Anglii, w hrabstwie ceremonialnym Durham, w dystrykcie (unitary authority) Darlington. Leży 33 km na południe od miasta Durham i 344 km na północ od Londynu.